# Plectranthias jothyi
Plectranthias jothyi är en fiskart som beskrevs av Randall, 1996. Plectranthias jothyi ingår i släktet Plectranthias och familjen havsabborrfiskar. Inga underarter finns listade i Catalogue of Life.